# كوتلنيش
كوتلنيش (بالروسية: Котельнич) هي إحدى مدن روسيا في الكيان الفدرالي الروسي كيروف أوبلاست.

## معرض صور

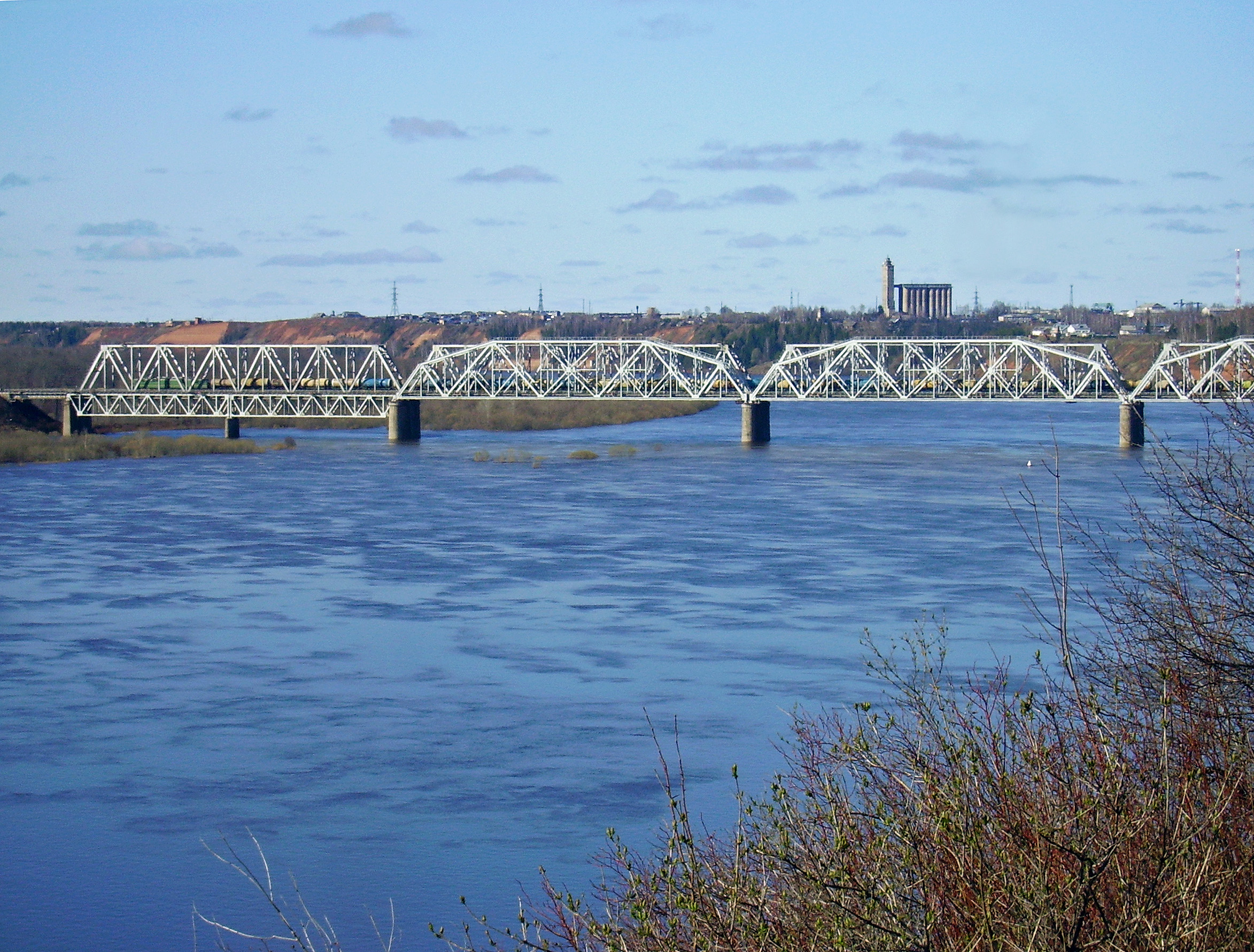
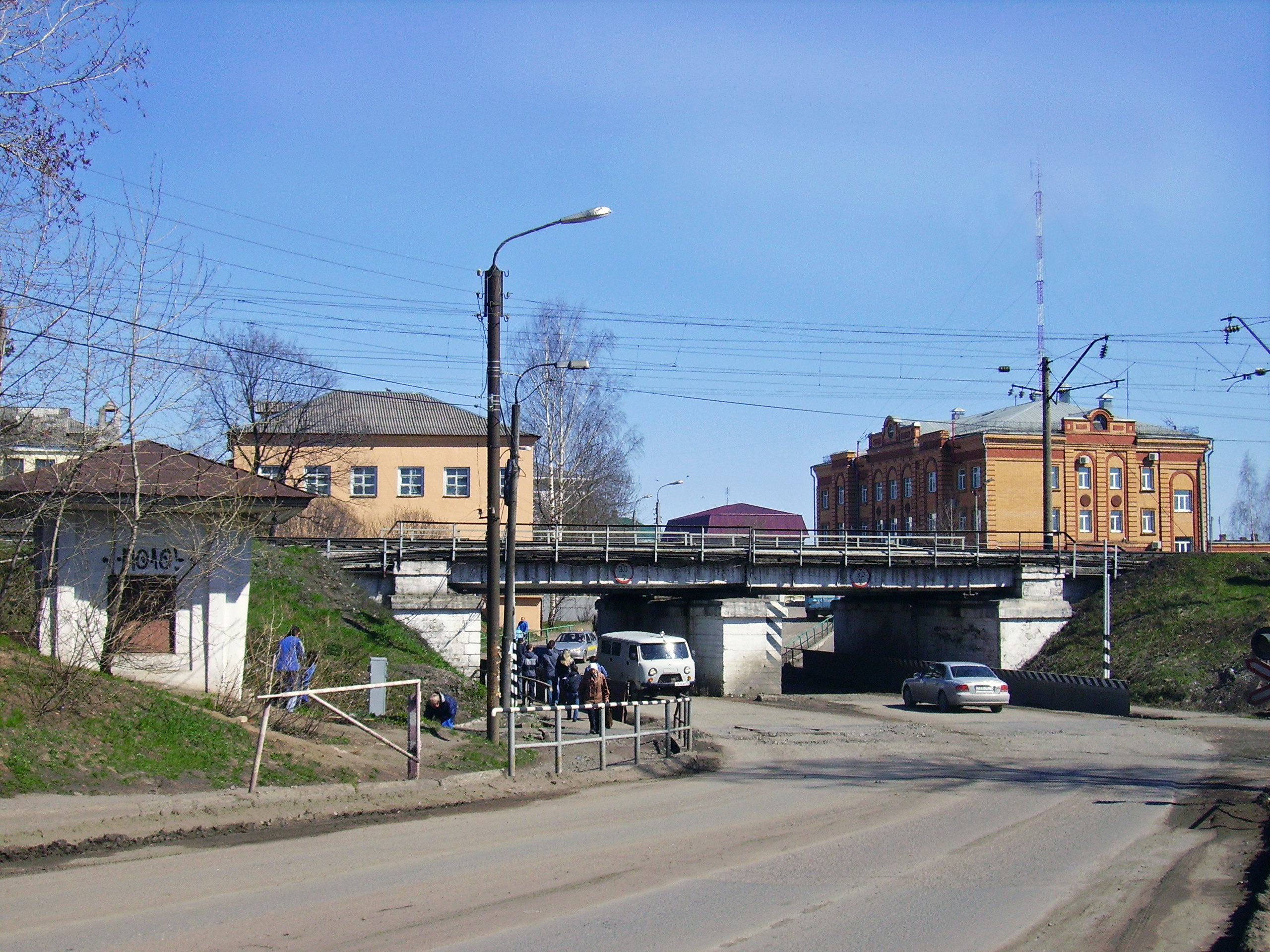
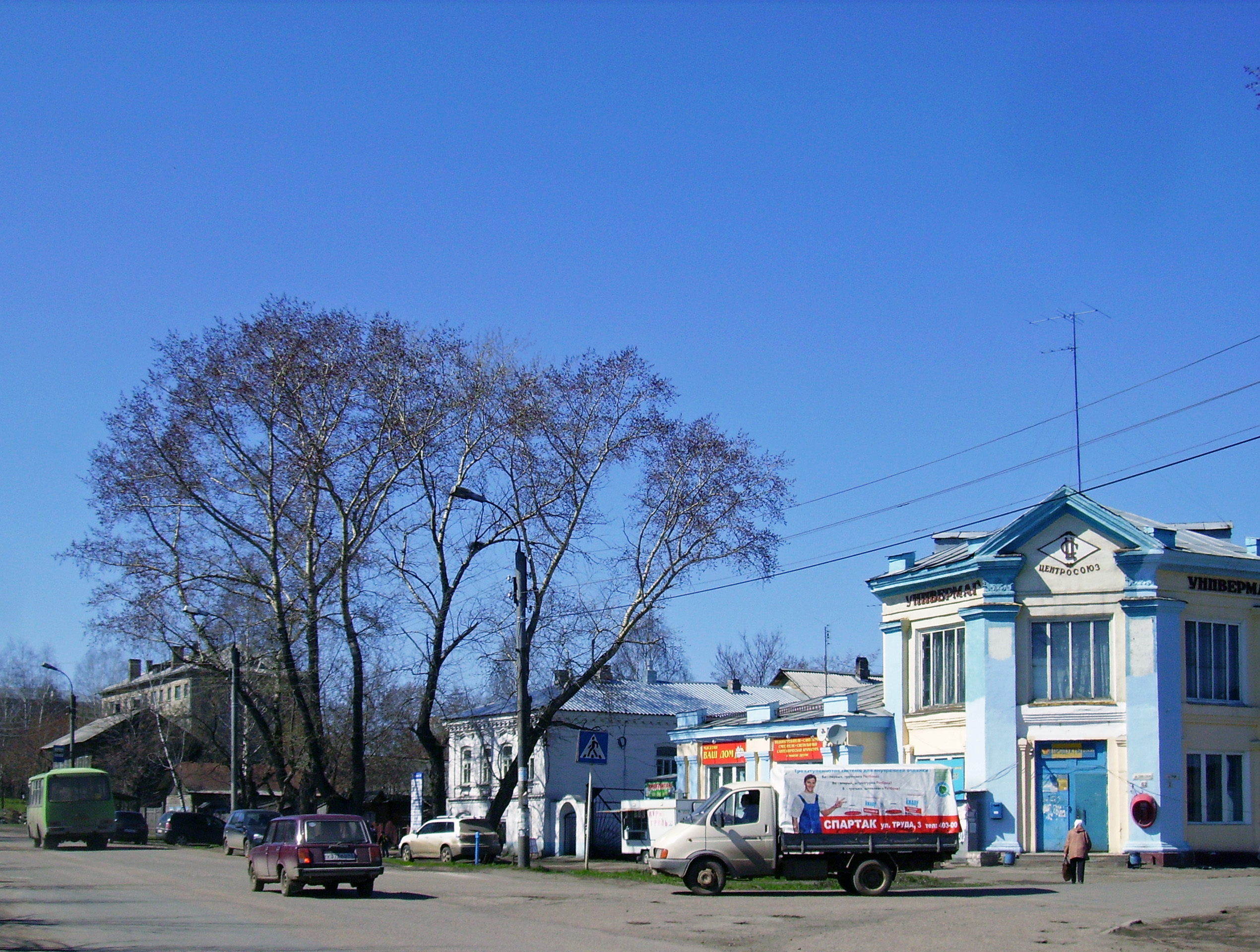
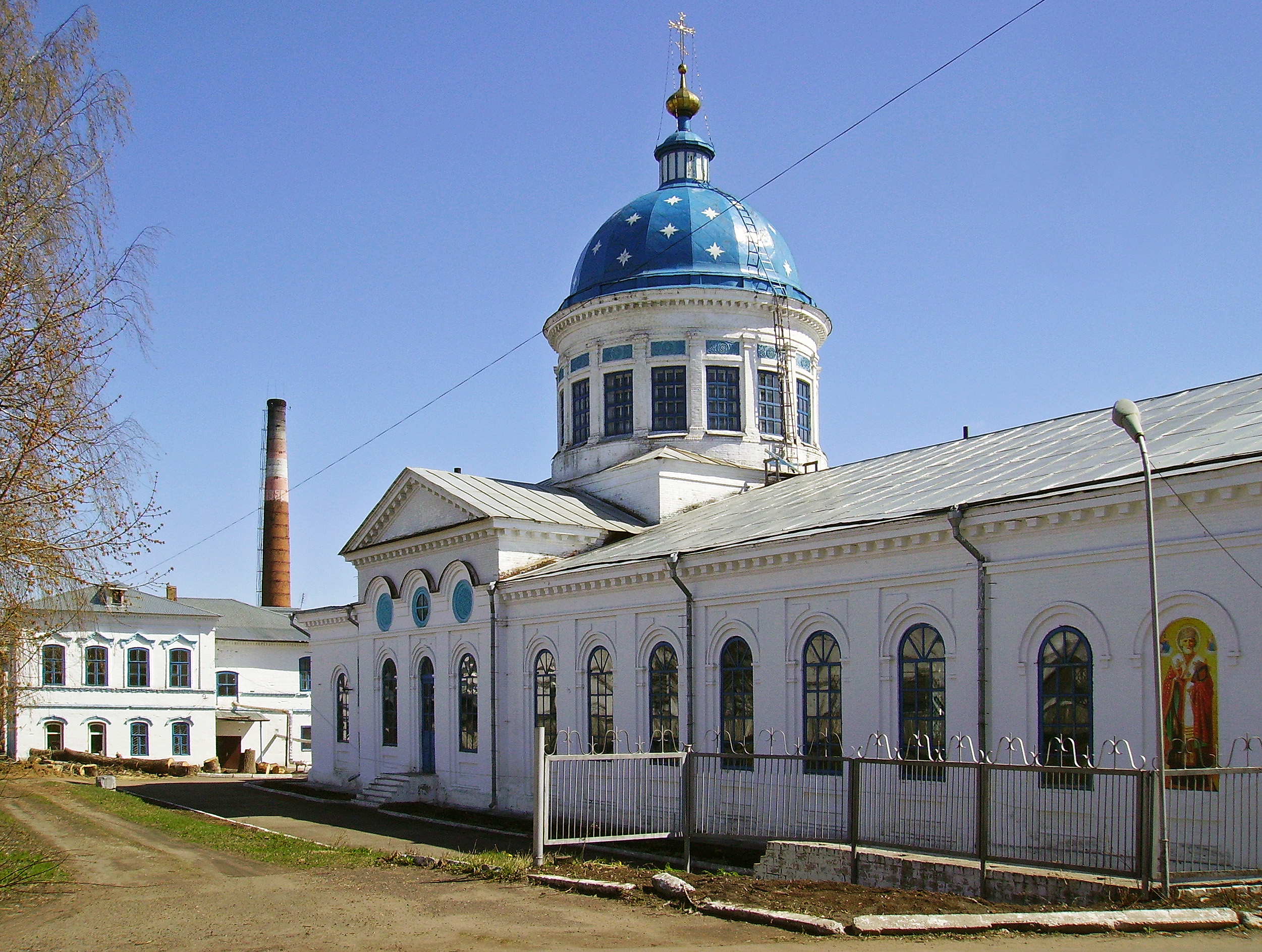
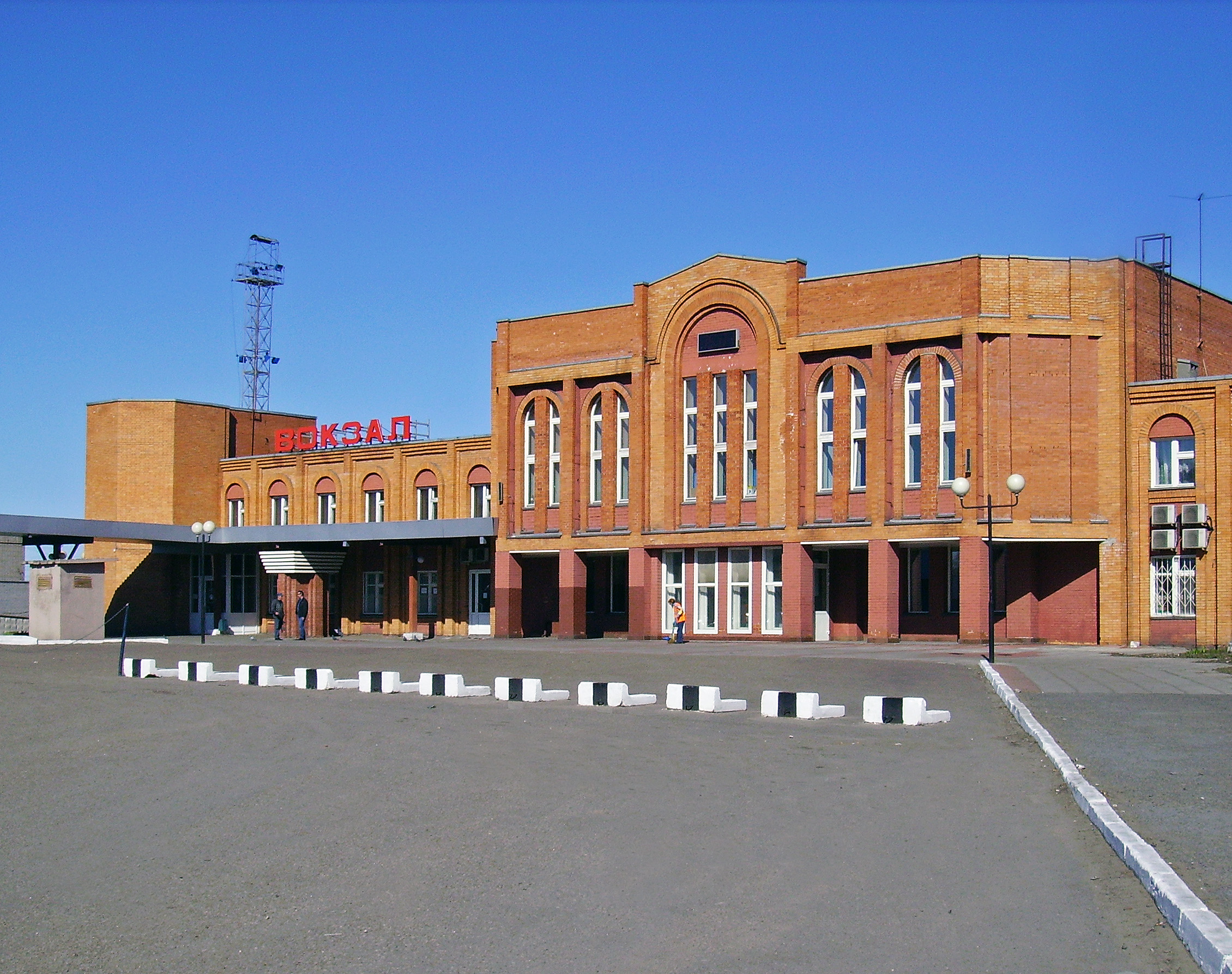

## أعلام
- فيرا كريبكينا